# Tenuipalpus
Tenuipalpus es un género de arácnidos trombidiformes (ácaros) de la familia de los tenuipálpidos.
Pueden causar considerables daños a las plantas de las que se alimentan; transmiten vectores de enfermedads. Algunas especies son invasoras.

## Sistemática
El género Tenuipalpus fue descrito en 1758 por el naturalista francés Adolphe Louis Donnadieu, quien incluyó originalmente tres especies: T. palmatus, T. spinosus y T. glaber. La especie tipo designada fue T. palmatus, ahora un sinónimo de T. caudatus.

### Especie tipo
La designación de Tenuipalpus palmatus como especie tipo del género Tenuipalpus es complicada. Originalmente fue descrita por Dugès (1834) como Tetranychus caudatus, aunque sin ilustración de la especie.Donnadieu (1875) describió el género Tenuipalpus con tres nuevas especies, entre las que se encontraba Tenuipalpus palmatus, aunque no designó una especie tipo para el género. Además Donnadieu (1875) en la descripción de Tenuipalpus palmatus definió dos sinónimos (Trombidium caudatus Gervais y Tetranychus caudatus Dugès) seguidos de un signo de interrogación, lo que podría indicar la incertidumbre de la validez de las especies o que no examinó los ejemplares para constatar la sinonimia.
Vitzthum (1929) designó a Tenuipalpus palmatus como especie tipo del género Tenuipalpus aunque no consideró la posible sinonimia con Trombidium caudatus. Posteriormente Baker (1945) redescribió el macho de Tenuipalpus palmatus usando ejemplares de la colección Berlese mientras que la hembra fue redescrita por McGregor (1949) y Baker y Pritchard (1953), basándose en ejemplares de la misma colección.
Pritchard y Baker (1958) trasladaron Tetranychus caudatus al género Tenuipalpus pero citó incorrectamente a Trombidium caudatus Dugès como especie tipo del género, además consideraron a Acarus tini Boisduval, Tenuipalpus palmatus Donnadieu y Caligonus calyx Canestrini y Fanzago como nuevos sinónimos de Tenuipalpus caudatus (Dugès) aumentando la confusión. Tras la pérdida del espécimen tipo,André (2011) propuso un neotipo, aunque siguió la sinonimia propuesta por Pritchard y Baker (1958).
De acuerdo con Castro et al. (2016), la correcta designación de la especie tipo es T. palmatus Donnadieu, 1875 (=T. caudatus (Dugès), 1834) ya que el Código Internacional de Nomenclatura Zoológica establece que los nombres tipos son estables, teniendo prioridad la designación posterior de la especie tipo por Vitzthum (1929) a pesar de que Pritchard y Baker (1958) lo definieran como un sinónimo de otra especie.

### Lista de especies
Es un género numeroso con más de 300 especies:
- Tenuipalpus aboharensis Sadana y Chhabra, 1980
- Tenuipalpus abutiloni Meyer, 1993
- Tenuipalpus acaciae Ryke y Meyer, 1960
- Tenuipalpus acacii Maninder y Ghai, 1978
- Tenuipalpus acritus Meyer, 1993
- Tenuipalpus acuminatae Mohanasundaram, 1983
- Tenuipalpus aethiopicus Meyer, 1979
- Tenuipalpus africanus Meyer, 1979
- Tenuipalpus albae Meyer, 1979
- Tenuipalpus alpinus Collyer, 1973
- Tenuipalpus amatikulensis Meyer, 1993
- Tenuipalpus amygdalusae Maninder y Ghai, 1978
- Tenuipalpus anacardii De Leon, 1965
- Tenuipalpus angolensis Meyer, 1979
- Tenuipalpus annonae De Leon, 1957
- Tenuipalpus anoplomexus Baker y Tuttle, 1987
- Tenuipalpus anoplus Baker y Pritchard, 1953
- Tenuipalpus antipodus Collyer, 1964
- Tenuipalpus arbuti Mitrofanov y Sharonov, 1983
- Tenuipalpus argus Baker y Pritchard, 1953
- Tenuipalpus ariauae Feres y Hernandes, 2006
- Tenuipalpus athrixiae Meyer, 1993
- Tenuipalpus attiahi Baker y Pritchard, 1960
- Tenuipalpus aurantiacus Wang, 1983
- Tenuipalpus auriculatae Meyer, 1979
- Tenuipalpus austrocedri Gonzalez, 1968
- Tenuipalpus baeri Reck, 1956
- Tenuipalpus bagdadensis Al-Gboory, 1987
- Tenuipalpus bakerdeleonorum Evans, 1993
- Tenuipalpus bakeri Mc y Gregor, 1949
- Tenuipalpus banahawensis Corpuz-Raros, 1978
- Tenuipalpus banksiae Gutiérrez y Schicha, 1982
- Tenuipalpus barticanus De Leon, 1965
- Tenuipalpus bassiae Mohanasundaram, 1988
- Tenuipalpus bellulus Meyer, 1993
- Tenuipalpus berkheyae Meyer, 1993
- Tenuipalpus boninensis Ehara, 1982
- Tenuipalpus boyani De Leon, 1965
- Tenuipalpus bucidae De Leon, 1956
- Tenuipalpus burserae De Leon, 1957
- Tenuipalpus calcarius Meyer, 1988
- Tenuipalpus caledonicus Meyer, 1979
- Tenuipalpus capassae Meyer, 1993
- Tenuipalpus capparis Meyer, 1979
- Tenuipalpus carlosflechtmanni Feres y Hernandes, 2006
- Tenuipalpus carolinensis Baker, 1945
- Tenuipalpus caudatus (Dugès, 1834)
- Tenuipalpus cedrelae De Leon, 1957
- Tenuipalpus celtidis Pritchard y Baker, 1958
- Tenuipalpus chamaedorea Salas y Ochoa, 1985
- Tenuipalpus cheladzeae Gomelauri, 1960
- Tenuipalpus chelinus Meyer, 1993
- Tenuipalpus chiclorum De Leon, 1957
- Tenuipalpus chinariensis Akbar y Chaudhri, 1981
- Tenuipalpus chiococcae De Leon, 1956
- Tenuipalpus cissampelosa Maninder y Ghai, 1978
- Tenuipalpus citus Chaudhri, Akbar y Rasool, 1974
- Tenuipalpus clematidos Wang, 1983
- Tenuipalpus coccolobicoloides De Leon, 1965
- Tenuipalpus coccolobicolus De Leon, 1956
- Tenuipalpus coimbatorensis Mohanasundaram, 1981
- Tenuipalpus comatus Meyer, 1993
- Tenuipalpus combreti Meyer, 1979
- Tenuipalpus comptus Meyer, 1979
- Tenuipalpus costarricensis Salas y Ochoa, 1986
- Tenuipalpus couroupita De Leon, 1967
- Tenuipalpus coyacus De Leon, 1957
- Tenuipalpus crassulus Baker y Tuttle, 1972
- Tenuipalpus crassus Andre, 1953
- Tenuipalpus crescentiae De Leon, 1957
- Tenuipalpus crocopontensis Meyer, 1993
- Tenuipalpus cupressoides Meyer y Gerson, 1980
- Tenuipalpus cyatheae Gerson y Collyer, 1984
- Tenuipalpus daneshvari Khosrowshahi y Arbabi, 1997
- Tenuipalpus danxianensis Yin, Cui y Lin, 1995
- Tenuipalpus dasples Baker y Pritchard, 1953
- Tenuipalpus decus Chaudhri, Akbar y Rasool, 1974
- Tenuipalpus dimensus Chaudhri, 1971
- Tenuipalpus disparilis Wang y Cui, 1993
- Tenuipalpus dombeyae Meyer, 1993
- Tenuipalpus dominguensis De Leon, 1965
- Tenuipalpus dubinini Reck, 1951
- Tenuipalpus dumus Meyer, 1979
- Tenuipalpus elegans (Collyer, 1973)
- Tenuipalpus elongatus Meyer, 1979
- Tenuipalpus emeticae Meyer, 1979
- Tenuipalpus engelbrechti Meyer, 1979
- Tenuipalpus ephedrae Livschitz y Mitrofanov, 1970
- Tenuipalpus erasus Chaudhri, 1971
- Tenuipalpus erbei Kane, Castro y Ochoa, 2016
- Tenuipalpus eremitus Chaudhri, 1972
- Tenuipalpus eriophyoides Baker, 1948
- Tenuipalpus eucleae Meyer, 1979
- Tenuipalpus eugeniae De Leon, 1965
- Tenuipalpus euonymi Khosrowshahi, 1991
- Tenuipalpus falcatus Meyer, 1979
- Tenuipalpus faresianus Maninder y Ghai, 1978
- Tenuipalpus faveolus Meyer, 1993
- Tenuipalpus feliciae Meyer, 1993
- Tenuipalpus ferosus Akbar y Chaudhri, 1981
- Tenuipalpus fici Maninder y Ghai, 1978
- Tenuipalpus filicicola Wang, 1983
- Tenuipalpus flacourtiae Meyer, 1979
- Tenuipalpus flechtmanni Mesa, Moraes y Ochoa, 2006
- Tenuipalpus frondosus Cromroy, 1958
- Tenuipalpus galpiniae Meyer, 1979
- Tenuipalpus garciniae Meyer y Bolland, 1984
- Tenuipalpus gatoomensis Meyer, 1979
- Tenuipalpus geigeriae Meyer, 1979
- Tenuipalpus ghaii Mohanasundaram, 1981
- Tenuipalpus granati Sayed, 1946
- Tenuipalpus grevilleae Gutiérrez y Schicha, 1982
- Tenuipalpus guamensis Baker, 1945
- Tenuipalpus guettardae De Leon, 1961
- Tenuipalpus gumbolimbonis De Leon, 1961
- Tenuipalpus guptai Sadana y Gupta, 1984
- Tenuipalpus haripuriensis Akbar y Chaudhri, 1981
- Tenuipalpus hastaligni De Leon, 1956
- Tenuipalpus heteropyxis Meyer, 1993
- Tenuipalpus heveae Baker, 1945
- Tenuipalpus hondurensis Evans, 1993
- Tenuipalpus hornotinus Chaudhri, 1971
- Tenuipalpus hurae De Leon, 1967
- Tenuipalpus ilocanus Corpuz-Raros, 1978
- Tenuipalpus imias Cao, 1982
- Tenuipalpus indicus Maninder y Ghai, 1978
- Tenuipalpus inophylli Gutierrez y Bolland, 1981
- Tenuipalpus insularis Meyer, 1993
- Tenuipalpus isabelae Mesa, Moraes y Ochoa, 2006
- Tenuipalpus ixorae Maninder y Ghai, 1978
- Tenuipalpus jagatkhanaens Sadana y Gupta, 1984
- Tenuipalpus jamaicensis De Leon, 1965
- Tenuipalpus japonicus Nishio, 1956
- Tenuipalpus jasmini Khan, 1970
- Tenuipalpus jawadii Hasan, Wakil y Bashir, 2004
- Tenuipalpus jianfengensis Ma y Yuan, 1980
- Tenuipalpus jonkeri Meyer, 1993
- Tenuipalpus jordaani Meyer, 1979
- Tenuipalpus jussiaeae De Leon, 1961
- Tenuipalpus kamalii Khosrowshahi y Arbabi, 1997
- Tenuipalpus kapoki De Leon, 1957
- Tenuipalpus karrooi Meyer, 1979
- Tenuipalpus keiensis Meyer, 1979
- Tenuipalpus kenos Hasan, Wakil y Bashir, 2004
- Tenuipalpus kesari Sadana, Gupta y Goyal, 1985
- Tenuipalpus knorri Baker y Pritchard, 1953
- Tenuipalpus kobachidzei Reck, 1951
- Tenuipalpus kraussianae Meyer, 1993
- Tenuipalpus lalbaghensis Channabasavanna y Lakkundi, 1977
- Tenuipalpus laminasetae Mohanasundaram, 1981
- Tenuipalpus lanceae Meyer, 1979
- Tenuipalpus latiseta Aranda,
- Tenuipalpus lawrencei Baker y Pritchard, 1960
- Tenuipalpus legatus Chaudhri, 1972
- Tenuipalpus leipoldti Meyer, 1993
- Tenuipalpus leonorae Meyer, 1979
- Tenuipalpus leucospermi Meyer, 1993
- Tenuipalpus lineosetosus Wang, 1983
- Tenuipalpus lucumae De Leon, 1957
- Tenuipalpus ludhianaensis Sadana y Chhabra, 1980
- Tenuipalpus lulinicus Ma y Yuan, 1980
- Tenuipalpus lunatus Meyer, 1979
- Tenuipalpus lustrabilis Chaudhri, 1971
- Tenuipalpus lycioides Meyer, 1979
- Tenuipalpus lygodii De Leon, 1965
- Tenuipalpus magalismontani Meyer, 1993
- Tenuipalpus mahoensis Collyer, 1964
- Tenuipalpus malligai Mohanasundaram, 1981
- Tenuipalpus mallotae Mohanasundaram, 1983
- Tenuipalpus mandraensis Hasan, Wakil y Bashir, 2004
- Tenuipalpus mansoni De Leon, 1965
- Tenuipalpus mansoniculus Ghai y Shenhmar, 1984
- Tenuipalpus matthyssei (Pritchard y Baker, 1958)
- Tenuipalpus melhaniae Meyer, 1979
- Tenuipalpus menglunensis Yin y Cui, 1996
- Tenuipalpus metis Hasan, Akbar y Bashir, 2003
- Tenuipalpus metopii De Leon, 1956
- Tenuipalpus micheli Lawrence, 1940
- Tenuipalpus microphylli Meyer, 1979
- Tenuipalpus mkuziensis Meyer, 1979
- Tenuipalpus molinai Evans, 1993
- Tenuipalpus montanus Collyer, 1973
- Tenuipalpus mopaneae Meyer, 1979
- Tenuipalpus moraesi Feres y Hernandez, 2006
- Tenuipalpus morianus Meyer, 1993
- Tenuipalpus mourerae De Leon, 1965
- Tenuipalpus muguanicus Ma y Yuan, 1980
- Tenuipalpus mustus Chaudhri, 1972
- Tenuipalpus myrtus Al-Gboory, 1987
- Tenuipalpus namaensis Meyer, 1993
- Tenuipalpus nenaxi Meyer, 1993
- Tenuipalpus niekerkae Meyer, 1979
- Tenuipalpus nigerianus Meyer, 1979
- Tenuipalpus obvelatus Wang, 1983
- Tenuipalpus oliveirai Flechtmann, 1994
- Tenuipalpus ombrensis Meyer, 1993
- Tenuipalpus orchidofilo Moraes y Freire, 2001
- Tenuipalpus oribiensis Meyer, 1979
- Tenuipalpus orilloi Rimando, 1962
- Tenuipalpus ortus Chaudhri, 1972
- Tenuipalpus ovalis Meyer y Ryke, 1959
- Tenuipalpus oxalis (Flechtmann, 1976)
- Tenuipalpus pacificus Baker, 1945
- Tenuipalpus pagesae Rimando, 1962
- Tenuipalpus pagina Chaudhri, Akbar y Rasool, 1974
- Tenuipalpus palosapis Corpuz-Raros, 1978
- Tenuipalpus panici De Leon, 1965
- Tenuipalpus papiothalensis Meyer, 1993
- Tenuipalpus pareriophyiodes Meyer y Gerson, 1980
- Tenuipalpus parsii Khosrowshahi y Arbabi, 1997
- Tenuipalpus pedrus (Manson, 1963)
- Tenuipalpus pernicis Chaudhri, Akbar y Rasool, 1974
- Tenuipalpus persicae Sadana, Chhabra y Gupta, 1982
- Tenuipalpus philippinensis (Corpuz-Raros, 1978)
- Tenuipalpus pieteri Meyer, 1979
- Tenuipalpus pigrus Pritchard y Baker, 1952
- Tenuipalpus pisinnus Chaudhri, Akbar y Rasool, 1974
- Tenuipalpus placitus Chaudhri, 1971
- Tenuipalpus platycaryae Wang, 1983
- Tenuipalpus podocarpi Lawrence, 1943
- Tenuipalpus populi Al-Gboory, 1987
- Tenuipalpus portulacae Parsi, Khosrowshahi y Farid, 1990
- Tenuipalpus proctori De Leon, 1965
- Tenuipalpus proteae Meyer, 1979
- Tenuipalpus protectus Meyer, 1979
- Tenuipalpus protumidus Meyer, 1993
- Tenuipalpus pruni Maninder y Ghai, 1978
- Tenuipalpus prunioides Meyer, 1979
- Tenuipalpus pseudocedrelae Livschitz, 1979
- Tenuipalpus punicae Pritchard y Baker, 1958
- Tenuipalpus punjabensis (Maninder y Ghai, 1978)
- Tenuipalpus pyroides Meyer, 1979
- Tenuipalpus pyrusae Maninder y Ghai, 1978
- Tenuipalpus qingchengensis Wang, 1983
- Tenuipalpus rangiorae Collyer, 1964
- Tenuipalpus raphiae Meyer y Bolland, 1984
- Tenuipalpus raptor Akbar y Chaudhri, 1981
- Tenuipalpus rarus Chaudhri, 1972
- Tenuipalpus reticulus Siddiqui y Chaudhri, 1972
- Tenuipalpus rhagicus Pritchard y Baker, 1952
- Tenuipalpus rhizophorae De Leon, 1967
- Tenuipalpus rhusi Meyer, 1979
- Tenuipalpus rhysus Baker y Pritchard, 1953
- Tenuipalpus robustae Meyer, 1988
- Tenuipalpus rodionovi Chalilova, 1953
- Tenuipalpus rosae Kadzhaja, 1955
- Tenuipalpus rusapensis Meyer, 1979
- Tenuipalpus sagittus Meyer, 1993
- Tenuipalpus salicis Al-Gboory, 1987
- Tenuipalpus sanblasensis De Leon, 1957
- Tenuipalpus sandyi De Leon, 1965
- Tenuipalpus santae Manson, 1963
- Tenuipalpus sanyaensis Yin, Cui y Lin, 1995
- Tenuipalpus scitulus Meyer, 1993
- Tenuipalpus sclerocaryae Meyer, 1979
- Tenuipalpus senecionis Collyer, 1973
- Tenuipalpus sharmai Sadana y Gupta, 1984
- Tenuipalpus simarubae De Leon, 1965
- Tenuipalpus simplex Vitzthum, 1920
- Tenuipalpus simplychus Cromroy, 1958
- Tenuipalpus smithi Meyer, 1979
- Tenuipalpus solanensis Sadana y Gupta, 1984
- Tenuipalpus sophiae Meyer, 1979
- Tenuipalpus sparsus Chaudhri, Akbar y Rasool, 1974
- Tenuipalpus spatulatus Wang, 1983
- Tenuipalpus stativus Chaudhri, Akbar y Rasool, 1974
- Tenuipalpus stefani Meyer, 1993
- Tenuipalpus striolatus Meyer, 1979
- Tenuipalpus tabebuiae De Leon, 1957
- Tenuipalpus taonicus Ma y Yuan, 1980
- Tenuipalpus tapirirae De Leon, 1965
- Tenuipalpus tauricus (Mitrofanov y Strunkova, 1978)
- Tenuipalpus tectonae Mohanasundaram, 1981
- Tenuipalpus tepicanus De Leon, 1957
- Tenuipalpus terminaliae De Leon, 1965
- Tenuipalpus tetrazygiae De Leon, 1956
- Tenuipalpus toowongi Smiley y Gerson, 1995
- Tenuipalpus tortulus Meyer, 1993
- Tenuipalpus transvaalensis Meyer, 1979
- Tenuipalpus trichiliae De Leon, 1965
- Tenuipalpus trifoliatae Mohanasundaram, 1983
- Tenuipalpus trisegmentus Siddiqui y Chaudhri, 1972
- Tenuipalpus trisetosus Baker y Tuttle, 1964
- Tenuipalpus tuttlei Ochoa, 1988
- Tenuipalpus ueckermanni Meyer, 1979
- Tenuipalpus umarii Hasan, Wakil y Bashir, 2006
- Tenuipalpus unimerus De Leon, 1957
- Tenuipalpus unonopsonis De Leon, 1965
- Tenuipalpus uvae De Leon, 1962
- Tenuipalpus velitor Hasan, Akbar y Bashir, 2003
- Tenuipalpus venustus Collyer, 1973
- Tenuipalpus vernoniae Meyer, 1993
- Tenuipalpus vexus De Leon, 1965
- Tenuipalpus victoriae De Leon, 1967
- Tenuipalpus vitexi Meyer, 1993
- Tenuipalpus viticola Al-Gboory, 1987
- Tenuipalpus vriddagiriensis Mohanasundaram, 1983
- Tenuipalpus waqasii Hasan, Wakil y Bashir, 2004
- Tenuipalpus xerocolus Meyer, 1993
- Tenuipalpus xylosmae De Leon, 1965
- Tenuipalpus yarensis Hasan, Bashir y Wakil, 2003
- Tenuipalpus yousefi Nassar y Ghai, 1981
- Tenuipalpus zanthus De Leon, 1965
- Tenuipalpus zeyheri Meyer, 1993
- Tenuipalpus zhengzhouensis Xu y Yin, 1994
- Tenuipalpus zhizhilashviliae Reck, 1953
- Tenuipalpus zuluensis Meyer, 1979